# Telesio Interlandi
Telesio Evaristo Interlandi (Chiaramonte Gulfi, 20 de octubre de 1894 - Roma, 15 de enero de 1965) fue un periodista y propagandista italiano. Fue uno de los principales defensores del antisemitismo en la Italia fascista.

## Biografía
Nacido en Chiaramonte Gulfi, Interlandi se licenció en derecho y se hizo periodista escribiendo artículos para diarios como Il Travaso delle idee (desde 1919), La Nazione (desde 1921) e Impero (desde 1923), para unirse a continuación al periódico de Mussolini, Il Tevere, fundado en Roma en diciembre de 1924. Con Interlandi, este diario se convirtió en el primer distribuidor de propaganda fascista e ideas antisemitas en la prensa italiana dominante. En este sentido, se asoció con Roberto Farinacci y Giovanni Preziosi y ayudó a divulgar sus ideas antisemitas. Figura importante dentro del Partido Nacional Fascista, Interlandi fue también jefe de la Federación Fascista de la Prensa Italiana y presidió la Asociación de Periodistas Fascistas.
Devoto del racismo científico, creía que el concepto de raza era fundamental para la revolución nacional fascista y esta fue la raíz de su fuerte antisemitismo. Fundó dos revistas, Il Quadrivio, en 1934 y La Difesa della Razza, en 1938, y ambas destacaron por su antisemitismo y su admiración por el partido nazi. Al parecer, el propio Mussolini le llamó al orden y le conminó a moderar su lenguaje.
Interlandi continuó escribiendo después del establecimiento de la República de Salò, principalmente para Giovanni Preziosi, en el diario Vita Italiana. También se desempeñó brevemente como jefe de propaganda del estado títere. Tras la guerra, fue privado de sus bienes y desapareció de la vista pública. Aunque no tuvo participación directa en el partido posfascista Movimiento Social Italiano, sus escritos sí fueron una importante influencia ideológica en su líder, Giorgio Almirante.

## Obras
- La croce del sud. Dramma in 3 atti, con Corrado Pavolini. Rizzoli, Milán, 1927.
- Pane bigio. L'italiano, Bolonia, 1927.
- I nostri amici inglesi. Cremonese, Roma, 1936.
- Contra judaeos. Tumminelli, Roma-Milán, 1938.
- Le vele nere. Rappresentazione in tre atti. Circolo della Stampa, Milán, 1944.
- Così, per (doppio) gioco. Rapsodia d'una generazione. Quadrivio, Lanciano, 1962.